# Tiger Force
Tiger Force (slovensko Sila Tiger) je bila ameriška specialna ad-hoc enota, ki je bila sestavljena iz 45 pripadnikov 1. bataljona, 327. pehotnega polka, 1. brigade, 101. padalske divizije in je delovala med vietnamsko vojno od maja do novembra 1967.

## Delovanje
Enota je samostojno delovala v sovražnikovem zaledju, kjer je lovila terence in se spopadala z manjšimi enotami.

## Vojni zločini
Pripadniki enote so bili obtoženi, da so izvajali vojne zločine (mučenje, pohabitve, posilstva,...); nekatere poročila opisujejo, da ti vojaki nosijo ogrlice iz odrezanih ušes. 2002 je časnik Toledo Blade dobil namig o nepreiskanih vojnih zločinih, ki so jih storili Američani med vietnamsko vojno. Po osemmesečnemu preiskovanju je časopis objavil serijo člankov o Tiger Force, ki razkrivajo, da je kopenska vojska Združenih držav Amerike od 1971 do 1975 raziskovala njihovo delovanje in odkrila »nepravilnosti«, toda vložena ni bila nobena ovadba. Na pritisk javnosti je leta 2004 Kopenska vojska ZDA ponovno odprla primer, ki trenutno stoji na mrtvi točki. Razlog je, da mora vojska preiskovati najnovejše primere mučenja, ki so ga storili ameriški vojaki med okupacijo Iraka (npr. Abu Grajf).